# Single numer jeden w roku 2004 (Polska)
Notowanie Polish Airplay Chart przedstawia najpopularniejsze utwory w polskich rozgłośniach radiowych. Dane w roku 2004 publikowane i kompletowane były przez firmę PiF PaF Production w oparciu o cotygodniową liczbę odegrań w radio. Poniżej znajdują się tabele prezentujące najpopularniejsze single we wszystkich rozgłośniach (Lista Krajowa) oraz najpopularniejsze single w stacjach lokalnych i regionalnych (Lista Regionalna) w roku 2004.

## Polish Airplay Chart
| Tydzień | Lista Krajowa                           | Lista Krajowa                | Źródło | Lista Regionalna                              | Lista Regionalna                     | Źródło  |
| Tydzień | Wykonawca                               | Utwór                        | Źródło | Wykonawca                                     | Utwór                                | Źródło  |
| ------- | --------------------------------------- | ---------------------------- | ------ | --------------------------------------------- | ------------------------------------ | ------- |
| 1/2004  | No Doubt                                | „It’s My Life”               | [ 1 ]  | Alex                                          | „I'm Still Alive”                    | [ 2 ]   |
| 2/2004  | No Doubt                                | „It’s My Life”               | [ 3 ]  | Schiller mit Heppner                          | „Leben... I Feel You”                | [ 4 ]   |
| 3/2004  | No Doubt                                | „It’s My Life”               | [ 5 ]  | Gigi D’Agostino                               | „Silence”                            | [ 6 ]   |
| 4/2004  | No Doubt                                | „It’s My Life”               | [ 7 ]  | Kurt Nilsen                                   | „She's So High”                      | [ 8 ]   |
| 5/2004  | George Michael                          | „Amazing”                    | [ 9 ]  | Ania                                          | „Tego chciałam”                      | [ 10 ]  |
| 6/2004  | George Michael                          | „Amazing”                    | [ 11 ] | George Michael                                | „Amazing”                            | [ 12 ]  |
| 7/2004  | No Doubt                                | „It’s My Life”               | [ 13 ] | Negatyw                                       | „Mam to co chciałem”                 | [ 14 ]  |
| 8/2004  | George Michael                          | „Amazing”                    | [ 15 ] | Madonna                                       | „Love Profusion”                     | [ 16 ]  |
| 9/2004  | The Black Eyed Peas                     | „Shut Up”                    | [ 17 ] | Sophie Ellis-Bextor                           | „I Won’t Change You”                 | [ 18 ]  |
| 10/2004 | The Black Eyed Peas                     | „Shut Up”                    | [ 19 ] | Paul van Dyk feat. Second Sun                 | „Crush”                              | [ 20 ]  |
| 11/2004 | Kurt Nilsen                             | „She's So High”              | [ 21 ] | Sarah McLachlan                               | „Fallen”                             | [ 22 ]  |
| 12/2004 | George Michael                          | „Amazing”                    | [ 23 ] | Kayah                                         | „Do D.N.A.”                          | [ 24 ]  |
| 13/2004 | Madonna                                 | „Love Profusion”             | [ 25 ] | DJ Casper                                     | „Cha Cha Slide”                      | [ 26 ]  |
| 14/2004 | Sean Paul feat. Sasha                   | „I’m Still in Love with You” | [ 27 ] | Alanis Morissette                             | „Anything”                           | [ 28 ]  |
| 15/2004 | Jamelia                                 | „Superstar”                  | [ 29 ] | The Corrs                                     | „Summer Sunshine”                    | [ 30 ]  |
| 16/2004 | Westlife                                | „Mandy”                      | [ 31 ] | Varius Manx                                   | „Pamiętaj mnie”                      | [ 30 ]  |
| 17/2004 | Jamelia                                 | „Superstar”                  | [ 32 ] | J-five                                        | „Modern Times”                       | [ 33 ]  |
| 18/2004 | Westlife                                | „Mandy”                      | [ 34 ] | Sting                                         | „Stolen Car (Take Me Dancing)”       | [ 33 ]  |
| 19/2004 | Jamelia                                 | „Superstar”                  | [ 35 ] | Kurt Nilsen                                   | „Here She Comes”                     | [ 36 ]  |
| 20/2004 | Jamelia                                 | „Superstar”                  | [ 37 ] | Bajm                                          | „Wiosna w Paryżu”                    | [ 38 ]  |
| 21/2004 | Schiller mit Heppner                    | „Leben... I Feel You”        | [ 39 ] | Zucchero feat. Vanessa Carlton & Haylie Ecker | „Everybody's Got to Learn Sometimes” | [ 40 ]  |
| 22/2004 | Schiller mit Heppner                    | „Leben... I Feel You”        | [ 41 ] | Krzysztof Krawczyk i Muniek                   | „Lekarze dusz”                       | [ 42 ]  |
| 23/2004 | Kareen Antonn & Bonnie Tyler            | „Si demain... (Turn Around)” | [ 43 ] | Kate Ryan                                     | „La Promesse”                        | [ 44 ]  |
| 24/2004 | Kareen Antonn & Bonnie Tyler            | „Si demain... (Turn Around)” | [ 45 ] | Avril Lavigne                                 | „My Happy Ending”                    | [ 46 ]  |
| 25/2004 | Kareen Antonn & Bonnie Tyler            | „Si demain... (Turn Around)” | [ 47 ] | Nelly Furtado                                 | „Força”                              | [ 48 ]  |
| 26/2004 | Twoface                                 | „Fire in Your Eyes (Ay Ay)”  | [ 49 ] | Jay Sean                                      | „Eyes on You”                        | [ 50 ]  |
| 27/2004 | Nâdiya                                  | „Parle-moi”                  | [ 51 ] | Ann Winsborn                                  | „Je n’ai pas compris”                | [ 52 ]  |
| 28/2004 | Maroon 5                                | „This Love”                  | [ 53 ] | Groove Coverage                               | „She”                                | [ 54 ]  |
| 29/2004 | Maroon 5                                | „This Love”                  | [ 55 ] | Groove Coverage                               | „She”                                | [ 56 ]  |
| 30/2004 | Maroon 5                                | „This Love”                  | [ 57 ] | Anastacia                                     | „Sick and Tired”                     | [ 58 ]  |
| 31/2004 | Maroon 5                                | „This Love”                  | [ 59 ] | Kasia Kowalska                                | „To co dobre”                        | [ 60 ]  |
| 32/2004 | Krzysztof Krawczyk i Edyta Bartosiewicz | „Trudno tak”                 | [ 61 ] | Kasia Kowalska                                | „To co dobre”                        | [ 62 ]  |
| 33/2004 | Krzysztof Krawczyk i Edyta Bartosiewicz | „Trudno tak”                 | [ 63 ] | Kasia Kowalska                                | „To co dobre”                        | [ 64 ]  |
| 34/2004 | Krzysztof Krawczyk i Edyta Bartosiewicz | „Trudno tak”                 | [ 65 ] | Dido                                          | „Sand in My Shoes”                   | [ 66 ]  |
| 35/2004 | Krzysztof Krawczyk i Edyta Bartosiewicz | „Trudno tak”                 | [ 67 ] | Brodka                                        | „Ten”                                | [ 68 ]  |
| 36/2004 | Krzysztof Krawczyk i Edyta Bartosiewicz | „Trudno tak”                 | [ 69 ] | Dżem                                          | „Do kołyski”                         | [ 70 ]  |
| 37/2004 | Krzysztof Krawczyk i Edyta Bartosiewicz | „Trudno tak”                 | [ 71 ] | Kombii                                        | „Sen się spełni”                     | [ 72 ]  |
| 38/2004 | Krzysztof Krawczyk i Edyta Bartosiewicz | „Trudno tak”                 | [ 73 ] | Joe Cocker                                    | „Every Kind of People”               | [ 74 ]  |
| 39/2004 | Krzysztof Krawczyk i Edyta Bartosiewicz | „Trudno tak”                 | [ 75 ] | Robbie Williams                               | „Radio”                              | [ 76 ]  |
| 40/2004 | Kasia Kowalska                          | „To co dobre”                | [ 77 ] | Robbie Williams                               | „Radio”                              | [ 78 ]  |
| 41/2004 | Kasia Kowalska                          | „To co dobre”                | [ 79 ] | Wilki                                         | „Bohema”                             | [ 80 ]  |
| 42/2004 | Kasia Kowalska                          | „To co dobre”                | [ 81 ] | Seal                                          | „Walk on By”                         | [ 82 ]  |
| 43/2004 | Brodka                                  | „Ten”                        | [ 83 ] | Krzysztof Krawczyk i Andrzej Piaseczny        | „Przytul mnie życie”                 | [ 84 ]  |
| 44/2004 | Brodka                                  | „Ten”                        | [ 85 ] | Sumptuastic                                   | „Cisza”                              | [ 86 ]  |
| 45/2004 | Brodka                                  | „Ten”                        | [ 87 ] | Kylie Minogue                                 | „I Believe in You”                   | [ 88 ]  |
| 46/2004 | Brodka                                  | „Ten”                        | [ 89 ] | Kylie Minogue                                 | „I Believe in You”                   | [ 90 ]  |
| 47/2004 | Brodka                                  | „Ten”                        | [ 91 ] | Kasia Kowalska                                | „Prowadź mnie”                       | [ 92 ]  |
| 48/2004 | Brodka                                  | „Ten”                        | [ 93 ] | Tragedie                                      | „Gentleman”                          | [ 94 ]  |
| 49/2004 | Wilki                                   | „Bohema”                     | [ 95 ] | Kasia Kowalska                                | „Prowadź mnie”                       | [ 96 ]  |
| 50/2004 | Wilki                                   | „Bohema”                     | [ 97 ] | Geri Halliwell                                | „Ride It”                            | [ 98 ]  |
| 51/2004 | Wilki                                   | „Bohema”                     | [ 99 ] | Sumptuastic                                   | „Jest taki dzień”                    | [ 100 ] |
| 52/2004 | Natasha Bedingfield                     | „These Words”                | [ 99 ] | Sumptuastic                                   | „Jest taki dzień”                    | [ 101 ] |